# Теплов, Валерий Васильевич
Валерий Васильевич Теплов (род. 30 марта 1941, Кишинёв) — советский российский живописец, художник монументально-декоративного искусства. Народный художник Российской Федерации (2013).

## Биография
Родился 30 марта 1941 года в Кишинёве.
Окончил Ярославское художественное училище (1960) и Московский художественно-промышленный университет им. С. Г. Строганова.
С 1969 года живёт и работает в Ярославле. Участник областных, региональных, российских и зарубежных выставок. Участвовал в создании интерьеров многих общественных зданий Ярославля и области.
Член Союза художников России с 1975 года.
Председатель правления Ярославского областного отделения ВТОО «Союз художников России» с 1993 г. по 2000 г.

## Творчество
Живописные произведения находятся в собрании Ярославского художественного музея, музее «Дом пейзажа им. И. И. Левитана» (Плес), во многих российских и зарубежных частных коллекциях.

## Награды и звания
- Заслуженный художник Российской Федерации (1998)
- Лауреат областной премии им А. М. Опекушина (1999)
- Лауреат Премии Центрального Федерального округа в области литературы и искусства (2005)
- Золотой знак ВТОО «Союз художников России» (2010)
- Народный художник Российской Федерации (2013)
- Почётный академик Российской академии художеств (2014)
- Медаль Союза художников России "Духовность. Традиции. Мастерство " (2014)
- Медаль «За труды во благо земли Ярославской» II степени (11 февраля 2016) — за большой личный вклад в развитие Ярославской области, способствующий её экономическому, социальному и культурному благополучию
- Большая Золотая медаль «Василий Суриков» Союза художников России (2016)
- Действительный член Петровской академии наук и искусств (2018)

дипломы Министерства культуры РФ (2001), ВТОО Союза художников России (1993, 1999, 2003, 2018).

## Галерея
- Ярославское областное отделение ВТОО «Союз художников России»